# Chen Kaige
Chen Kaige (陈凯歌S, Chén KǎigēP) (Pechino, 12 agosto 1952) è un regista e attore cinese figura portante della 'quinta generazione' del cinema cinese.
Il suo lavoro è fortemente legato alla storia e alla cultura del Paese d'origine, ha riportato la modernità classica nel cinema cinese continentale discostandosi dalla classicità modernista dei film di messaggio propagandistico del periodo della rivoluzione di Mao Zedong.

## Biografia
Figlio del regista Chen Huaiai, durante la rivoluzione culturale del 1966, Chen Kaige interrompe gli studi e comincia a lavorare come disboscatore in una piantagione di caucciù prima di arruolarsi nell'Esercito di liberazione del popolo nel 1971, dove viene assegnato ai corpi inviati in aiuto ai Viet Cong. Studia all'Accademia cinematografica di Pechino, riaperta nel 1978 dopo anni di inattività, dove nel 1982 si diploma, insieme ai suoi compagni di accademia, cineasti della 'Quinta generazione' (ne fanno parte, tra gli altri, Tian Zhuangzhuang, Zhang Junzhao, Huang Jianxin, Wu Ziniu e Zhang Yimou). Sarà proprio Zhang Yimou a convocarlo agli studi cinematografici di Guangxi, nell'unità di "produzione giovane", dove, dopo un primo approccio con la televisione, ha l'occasione di esordire alla regia. 
Il suo primo film, Terra gialla (Huang tudi) (1984), una sorta di western sulla sparizione di un territorio fisico e culturale, mette in scena la drammatica censura tra il desiderio del soggetto e la deriva delle circostanze (tematica centrale nel suo cinema). La grande parata (Da yue bing) (1986), che racconta l'addestramento di quattrocento soldati in vista delle celebrazioni dell'anniversario della rivoluzione, è stato bloccato per due anni dalla censura. Dal 1987, anno in cui partecipa alla parte del capo delle guardie imperiali in L'ultimo imperatore di Bernardo Bertolucci, ha iniziato a vivere tra New York, Hong Kong e la Cina.
Nel 1989 ha diretto il video musicale dei Duran Duran Do you believe in shame?. La vita appesa a un filo (Bian zhou bian chang (1991) è uno dei suoi film più misteriosi, mai distribuito in Cina e prodotto grazie a capitali esteri. Ma è stato con Addio mia concubina (Bawang bieji) (1993) che Chen Kaige ha dispiegato il suo preziosismo in un film in grado di racchiudere, nella metafora ambigua del teatro, mezzo secolo di storia cinese. I film successivi, Le tentazioni della luna (Feng Yue) (1996) e il kolossal shakespeariano L'imperatore e l'assassino (Jing ke ci qin wang) (1999), sono segnati da un più marcato accento spettacolare e da una accentuazione del lato melodrammatico.

## Filmografia

### Regia

#### Lungometraggi
- Terra gialla (Huang tudi) (1984)
- La grande parata (Da yue bing) (1986)
- Il re dei bambini (Hai zi wang) (1987)
- La vita appesa a un filo (Bian zhou bian chang) (1991)
- Addio mia concubina (Bawang bieji) (1993)
- Le tentazioni della luna (Feng Yue) (1996)
- L'imperatore e l'assassino (Jing ke ci qin wang) (1999)
- Killing Me Softly - Uccidimi dolcemente (Killing Me Softly) (2001)
- Together with You (He ni zai yi qi) (2002)
- The Promise (Wu Ji) (2005)
- Forever Enthralled (Mei Lanfang) (2008)
- Sacrifice (Zhao Shi Gu Er) (2010)
- Caught in the Web (Sou suo) (2012)
- Il monaco che scese dalla montagna (Dao shi xia shan ) (2015)

#### Cortometraggi
- Ten Minutes Older - The Trumpet (2002) - Episodio 100 Flowers Hidden Deep
- Chacun son cinéma - A ciascuno il suo cinema (Chacun son cinéma) (2007) - Episodio Zhanxiou VIllage

### Attore
- L'ultimo imperatore (1987) di Bernardo Bertolucci - capo delle guardie imperiali
- L'imperatore e l'assassino (Jing ke ci qin wang) (1999) - Lu Buwei
- Together with You (He ni zai yi qi) (2002) - Prof. Yu Shifeng
- Jian guo da ye (2009) di Huang Jianxin e Han Sanping - Feng Yuxiang